# Zaleptus pulchellus
Zaleptus pulchellus is een hooiwagen uit de familie Sclerosomatidae.